# CF Brăila în sezonul 2013-2014
Sezonul 2013-2014 este al patrulea sezon consecutiv pentru CF Brăila în Liga a II-a. Acest sezon poate reprezenta borna mai multor evenimente precum: 
- va fi cel de-al 70 sezon al echipei CF Brăila în toate competițiile divizionare (al 54 în Liga a II-a);
- echipa are nevoie de 10 victorii pentru a atinge 900 de victorii în istoria competițiilor divizionare;
- are nevoie de 10 puncte pentru a atinge 1.800 de puncte în istoria Ligii a II-a,
- de asemenea are nevoie de 5 puncte pentru a atinge borna 2.400 de puncte în istoria compețiilor divizionare.

## Jucători

### Informații echipă
| No. | P | Nat.    | Nume                | Vârsta | La club din | Prezențe | Gol | Valoare  |
| --- | - | ------- | ------------------- | ------ | ----------- | -------- | --- | -------- |
| 1   | P | România | Ștefan Leu          | 34     | 2011        | 11       | 0   | €25.000  |
| 12  | P | România | Cristian Mitrea     | 26     | 2005        | 36       | 0   | €25.000  |
| 30  | P | România | Alin Comănescu      | 21     | 2013        | 7        | 0   | €125.000 |
| 7   | F | România | Gabriel Bosoi       | 26     | 2006        | 153      | 29  | €225.000 |
| 8   | F | România | Cosmin Necoară      | 27     | 2008        | 105      | 17  | €100.000 |
| 6   | F | România | Ivan Laurențiu      | 34     | 2011        | 127      | 2   | €50.000  |
| 3   | F | România | Gabriel Colilie     | 19     | 2012        | 7        | 0   | €50.000  |
| 2   | F | România | Daniel Ignat        | 27     | 2012        | 45       | 1   | €175.000 |
| 5   | F | România | Victor Olenic       | 29     | 2013        | 127      | 1   | €25.000  |
|     | M | România | Daniel Cazan        | 19     | 2012        | 13       | 1   | €125.000 |
| 10  | M | România | Alexandru Ciocâlteu | 23     | 2012        | 26       | 8   | €300.000 |
| 9   | M | România | Sorin Frunză        | 35     | 2012        | 33       | 3   | €50.000  |
| 16  | M | România | Gicu Iordache       | 19     | 2013        | 14       | 1   | €125.000 |
| 18  | M | România | Robert Neagoe       | 31     | 2012        | 22       | 3   | €100.000 |
|     | M | România | Daniel Ochia        | 32     | 2012        | 59       | 1   | €75.000  |
|     | M | România | Dan Spiridon        | 29     | 2012        | 23       | 1   | €150.000 |
|     | M | România | Sabin Sângaciu      | 19     | 2013        | 1        | 0   | €50.000  |
| 14  | A | România | Adrian Câmpeanu     | 32     | 2011        | 41       | 15  | €100.000 |
|     | A | România | Marius Dima         | 20     | 2012        | 14       | 1   | €50.000  |
|     | A | România | Alin Damian         | 19     | 2013        | 0        | 0   | €25.000  |
| 17  | A | Nigeria | Emmanuel Ndigwe     | 26     | 2009        | 88       | 15  | €75.000  |

### Sosiri
| P | Alin Comănescu  |  |
| A | Gicu Iordache   |  |
| A | Sabin Stângaciu |  |
| A | Alin Damian     |  |

### Plecări
| Post | Jucător          | La echipa | Sumă de transfer  | Dată       |  |
| ---- | ---------------- | --------- | ----------------- | ---------- |  |
| P    | Gabriel Bunduc   |           | liber de contract | 01.06.2013 |  |
| F    | Dinu Sânmărtean  |           | liber de contract | 01.06.2013 |  |
| M    | Andrei Pușcașu   |           | liber de contract | 01.06.2013 |  |
| M    | George Pungă     |           | liber de contract | 01.06.2013 |  |
| M    | Marius Voicu     |           | liber de contract | 01.06.2013 |  |
| A    | Bogdan Rusu      |           | liber de contract | 01.06.2013 |  |
| A    | Alexandru Bălțoi |           | liber de contract | 01.06.2013 |  |

## Intersezon

### Sosiri
| F | Laurențiu Petean |  |
| M | Bogdan Spătaru   |  |
| M | Claudiu Ionescu  |  |

| F | Gabriel Bosoi       | CSMS Iași |  |
| M | Alexandru Ciocâlteu | FC Brașov |  |

## Sezon

### Liga a II-a

#### Meciuri Liga a II-a
| 7 septembrie 2013 | CF Brăila                            | 2–2 | Unirea Slobozia                     | Brăila                                                                                    |  |
| 11:00             | Gicu Iordache 5' Adrian Câmpeanu 27' |     | Liviu Mihai 33' Augustin Ivașcă 70' | Stadion: Stadionul Municipal Brăila Spectatori: 300 Arbitru: Andrei Chivulete - București |  |

| 14 septembrie 2013 | FC Clinceni                                                 | 3–3 | CF Brăila                                            | Clinceni                                |  |
| 11:00              | Andrei Vițelaru 35' Arman Karamyan 44' Koneyeka Oneyeka 85' |     | Robert Neagoe 11' Gabriel Bosoi 19' Dan Spiridon 93' | Stadion: Arena Clinceni Spectatori: 300 |  |

| 18 septembrie 2013 | CF Brăila       | 1–3 | CSMS Iași                                                 | Brăila                                                                                      |  |
| 11:00              | Daniel Cazan 4' |     | Alexandru Țigănușu 26' Daniel Onofraș 31' Adrian Olah 93' | Stadion: Stadionul Municipal Brăila Spectatori: 1.000 Arbitru: Andrei Chivulete - București |  |

| 21 septembrie 2013 | FC Farul Constanța | 0–1 | CF Brăila        | Constanța                              |  |
| 11:00              |                    |     | Sorin Frunză 16' | Stadion: Stadion Farul Spectatori: 300 |  |

| 29 septembrie 2013 | CF Brăila           | 1–2 | Rapid București                         | Brăila                                                |  |
| 11:00              | Adrian Câmpeanu 22' |     | Alexandru Ioniță 28' Mădălin Martin 68' | Stadion: Stadionul Municipal Brăila Spectatori: 5.000 |  |

| 12 octombrie 2013 | Rapid CFR Suceava                | 2–1 | CF Brăila               | Suceava                                  |  |
| 11:00             | Mircea Negru 5' Daniel Bălan 34' |     | Alexandru Ciocâlteu 22' | Stadion: Stadionul Areni Spectatori: 200 |  |

| 19 octombrie 2013 | CF Brăila                                 | 2–1 | Dunărea Galați   | Brăila                                              |  |
| 11:00             | Gabriel Bosoi 15' Alexandru Ciocâlteu 55' |     | Voicu Florea 45' | Stadion: Stadionul Municipal Brăila Spectatori: 200 |  |

| 26 octombrie 2013 | ACS Berceni                                                       | 4–1 | CF Brăila         | Berceni                                    |  |
| 11:00             | Răzvan Pădurețu 6' Ionuț Fâșie 39' Alin Roman 71' Ionuț Fâșie 93' |     | Robert Neagoe 68' | Stadion: Stadionul Berceni Spectatori: 200 |  |

| 2 noiembrie 2013 | CF Brăila | 0–2 | Gloria Buzău                    | Brăila                                                                                      |  |
| 11:00            |           |     | Bobi Verdeș 47' Bobi Verdeș 74' | Stadion: Stadionul Municipal Brăila Spectatori: 200 Arbitru: Marius Ion Marodin - București |  |

| 6 noiembrie 2013 | Unirea Tărlungeni | 1–0 | CF Brăila | Tărlungeni                                    |  |
| 11:00            | Robert Elek 81'   |     |           | Stadion: Stadionul Tărlungeni Spectatori: 200 |  |

| 9 noiembrie 2013 | CF Brăila                 | 1–2 | SC Bacău                            | Brăila                                              |  |
| 11:00            | Alexandru Ciocâlteu 48' > |     | Mădălin Predoiu 65' Bogdan Rusu 82' | Stadion: Stadionul Municipal Brăila Spectatori: 200 |  |

| 16 noiembrie 2013 | Unirea Slobozia | 1–0 | CF Brăila | Slobozia                                            |  |
| 11:00             | Liviu Mihai 34' |     |           | Stadion: Stadionul 1 Mai (Slobozia) Spectatori: 200 |  |

| 23 noiembrie 2013 | CF Brăila                                               | 3–1 | FC Clinceni        | Brăila                                                                                       |  |
| 11:00             | Marius Dima 25' Adrian Câmpeanu 35' Adrian Câmpeanu 66' |     | Stelian Stancu 53' | Stadion: Stadionul Municipal Brăila Spectatori: 200 Arbitru: Omar Cristian Dumitrică Craiova |  |

| 30 noiembrie 2013 | CSMS Iași             | 1–2 | CF Brăila                              | Iași                                                 |  |
| 11:00             | Mădălin Crengăniș 92' |     | Emmanuel N'Digwe 11' Robert Neagoe 80' | Stadion: Stadionul Emil Alexandrescu Spectatori: 300 |  |

| 1 martie 2014 | CF Brăila           | 1–1 | Farul Constanța      | Brăila                                              |  |
| 11:00         | Claudiu Ionescu 89' |     | Silviu Igiroșanu 18' | Stadion: Stadionul Municipal Brăila Spectatori: 300 |  |

| 8 martie 2014 | Rapid București | 5–2 | CF Brăila                              | București                                     |  |
| 16:15         |                 |     | Gicu Iordache 54' Emmanuel N'Digwe 71' | Stadion: Stadionul Giulești Spectatori: 4.000 |  |

| 22 martie 2014 | CF Brăila | 0–0 | Rapid CFR Suceava | Brăila                                              |  |
| 11:00          |           |     |                   | Stadion: Stadionul Municipal Brăila Spectatori: 400 |  |

| 26 martie 2014 | Dunărea Galați | 0–1 | CF Brăila        | Galați                                     |  |
| 15:00          |                |     | Daniel Cazan 34' | Stadion: Stadionul Dunărea Spectatori: 200 |  |

| 29 martie 2014 | CF Brăila | 0–1 | ACS Berceni        | Brăila                                              |  |
| 11:00          |           |     | Alexandru Stan 60' | Stadion: Stadionul Municipal Brăila Spectatori: 400 |  |

| 5 aprilie 2014 | Gloria Buzău | 0–0 | CF Brăila | Buzău                                     |  |
| 11:00          |              |     |           | Stadion: Stadionul Gloria Spectatori: 300 |  |

| 9 aprilie 2014 | CF Brăila | 1–0 | Unirea Tărlungeni | Brăila                                              |  |
| 17:00          |           |     |                   | Stadion: Stadionul Municipal Brăila Spectatori: 500 |  |

| 12 aprilie 2014 | SC Bacău | 2–1 | CF Brăila       | Bacău                                       |  |
| 11:00           |          |     | Costel Roșu 73' | Stadion: Stadionul Aerostar Spectatori: 100 |  |

### Cupa României
| 11 septembrie 2013Faza a V-a | Farul Constanța     | 1-0    | CF Brăila | Constanța                      |  |
| 11.00                        | Petre Ivanovici 79' | Report |           | Stadion: Farul Spectatori: 300 |  |